# Муассон, Шарль
Шарль Муассон (фр. Charles Moisson, 8 августа 1864, Шато-Гонтье — 1 октября 1943, Сент-Аман-Монрон) — главный механик, киномеханик и кинооператор братьев Люмьер.

## Биография
Муассон родился в Шато-Гонтье (Майенн) на северо-западе Франции. С 1888 года работал механиком в Париже. Поселившись в Лионе в 1894 году, он вскоре начал работать на фабрику братьев Люмьер. Там он занялся конструированием прототипов «синематографа», первого киноаппарата, сначала под руководством Огюста Люмьера, потерпев неудачу, а затем под руководством Луи Люмьера. В частности, Муассон сконструировал первый грейферный механизм, запатентованный 13 февраля 1895 года. Прототипы, сконструированные Муассоном, затем были синтезированы и доработаны парижским инженером Жюлем Карпантье, сконструировавшим также проекционный аппарат.
Затем Муассон взял на себя функцию киномеханика по случаю представления Люмьерами их изобретения сначала на демонстрации для Бельгийской фотографической ассоциации 10 ноября 1895 года, а затем на первом публичном шоу в Париже 28 декабря 1895 года в Индийском салоне Гран-кафе на бульваре Капуцинок, 14 (в настоящее время там находится отель Scribe). С 19 по 28 апреля 1896 года Муассон представлял Lumière Cinématographe в Кёльне (Германия), и его «движущиеся картинки», которые Эдисон назвал фильмами, получили восторженные отзывы в местной прессе.
Вслед за этим Муассон стал одним из многих операторов, которых Луи Люмьер рассылал по всему миру для пополнения каталога фабрики. В частности, 14 мая 1896 года Муассон вместе с ещё одним оператором Люмьеров, Франсисом Дублие, прибыл в Россию, чтобы заснять коронацию Николая II, и в тот же приезд в Москву снял хроникальные кадры на Тверской улице. В том же году Муассон отправился в Италию.
В апреле 1897 года в Ла Рош-сюр-Йон Муассон впервые заснял президента Французской Республики Феликса Фора, находившегося в официальном турне.
Первая модель «синематографа» конструкции Муассона хранится в Национальной консерватории искусств и ремёсел в Париже.
По некоторым данным, киномеханик на знаменитой гравюре Lumière Cinématogaphe — это Шарль Муассон.
- На Тверской улице в Москве (Шарль Муассон, май 1896)
- Милан, Венеция и визит папы Льва XIII (Шарль Муассон, Итало Паккьони[итал.], Уильям Диксон, 1896-1898)